# Ендру Линкон
Ендру Линкон (енгл. Andrew Lincoln; 14. септембар 1973), британски глумац познат по улогама Марка у романтичној комедији У ствари љубав и Рика Грајмса у серији Окружен мртвима.